# Sphyraena forsteri
Sphyraena forsteri es un pez de la familia de los esfirénidos en el orden de los perciformes.

## Morfología
Pueden alcanzar los 75 cm de largo total.

## Distribución geográfica
Se encuentran en las costas del África Oriental desde el sudeste de Asia, las Islas Marquesas, las Islas de la Sociedad, el sur del Japón y Nueva Caledonia.